# Devan Leos
Devan Leos (* 13. August 1998 in Kalifornien) ist ein US-amerikanischer Schauspieler, der seit dem Jahre 2010 vor allem als Kinderdarsteller in Erscheinung tritt. Nachdem er bereits von 2010 bis 2011 durch eine wiederkehrende Rolle in The Middle Bekanntheit erlangte, trug vor allem seine Rolle als Alan Diaz in der Disney-XD-Serie Mighty Med – Wir heilen Helden zu seiner internationalen Bekanntheit bei.

## Leben und Karriere
Devan Leos wurde am 13. August 1998 im US-amerikanischen Bundesstaat Kalifornien geboren und begann noch in jungen Jahren mit seiner Tätigkeit als Schauspieler. Anfangs wurde er vor allem in Werbeproduktionen für Radio und Fernsehen eingesetzt und kam erst dadurch zur Mitarbeit im Film- und Fernsehbereich. So wirkte er anfangs in Werbespots von Microsoft oder das MMOG Cartoon Network Universe: FusionFall mit und verzeichnete im Jahre 2010 in der Rolle des Henry in The Middle seinen ersten nennenswerten Auftritt im Fernsehen. In dieser Rolle sah man ihn in drei Episoden der ersten, sowie in einer Episode der dritten Staffel, ehe sein Charakter wieder aus der Serie schied. Parallel dazu wurde Leos im Jahr 2011 auch in jeweils einer Folge der Nickelodeon-Serie iCarly und der Disney-Channel-Serie Jessie eingesetzt und mimte den Charakter Billy in der Komödie L!fe Happens – Das Leben eben! unter der Regie von Kat Coiro und einem Drehbuch in Zusammenarbeit zwischen Coiro und Krysten Ritter, die auch die Hauptrolle der Kim spielte. Neben seiner Tätigkeiten in Film und Fernsehen tritt er jedoch auch als Theaterschauspieler in Erscheinung, so unter anderem unter der Leitung von Patti Finley im Stück Charlotte’s Web in der Canyon Theater Guild im zu Santa Clarita gehörenden Stadtteil Newhall.
2012 folgten für ihn Auftritte als Fudge im Kurzfilm Dream Cleaners, sowie in Tyler Perrys Komödie Madea’s Witness Protection; weiters spielte er im Sommer 2011 gefilmten Pilot Gulliver Quinn, der wiederum im darauffolgenden Jahr veröffentlicht wurde, jedoch zu keiner Buchung von einem Sender führte. Des Weiteren wurde Devan Leos im Jahre 2012 erstmals in der Jugend-Sitcom Austin & Ally eingesetzt und übernahm dabei eine Rolle, in der er auch in einer Episode im darauffolgenden Jahr zu sehen war. Außerdem übernahm er Sprechrollen im Videospiel Lightning Returns: Final Fantasy XIII, das ebenfalls im Jahr 2013 auf den Markt kam. Zu seinem eigentlichen Durchbruch kam er allerdings auch erst im Jahre 2013, nachdem er unter anderem in je einer Episode der Fernsehserien Deadtime Stories und Marvin Marvin, sowie im Low-Budget-Film The Pretty One von Jenée LaMarque und in David Hillenbrands Grave Secrets mitgewirkt hatte. So wurde er in diesem Jahr in die Hauptrolle des Alan Diaz gecastet, in der er fortan den Superkräfte besitzenden Neffen des Krankenhauschefs Dr. Horace Diaz (gespielt von Carlos Lacámara) mimte. In dieser Rolle sah man ihn bis zur Einstellung der Serie im Jahre 2015 in 41 der insgesamt 44 Episoden. In der deutschsprachigen Synchronfassung der Disney-XD-Serie wird ihm die Stimme von Tobias John von Freyend geliehen.

## Filmografie
Filmauftritte (auch Kurzauftritte)
- 2011: L!fe Happens – Das Leben eben! (L!fe Happens)
- 2012: Dream Cleaners (Kurzfilm)
- 2012: Madea’s Witness Protection
- 2013: The Pretty One
- 2013: Grave Secrets

Serienauftritte (auch Gast- und Kurzauftritte)
- 2010–2011: The Middle (4 Episoden)
- 2011: Jessie (1 Episode)
- 2011: iCarly (1 Episode)
- 2012: Gulliver Quinn (Pilot)
- 2012–2013: Austin & Ally (2 Episoden)
- 2013: Deadtime Stories (1 Episode)
- 2013: Marvin Marvin (1 Episode)
- 2013–2015: Mighty Med – Wir heilen Helden (Mighty Med) (41 Episoden)

Synchronrollen
- 2013: Lightning Returns: Final Fantasy XIII (ライトニング リターンズ ファイナルファンタジーXIII)